# The Voice Kids Ahla Sawt
Pour les articles homonymes, voir The Voice et The Voice Kids.
 (juin 2016).
Si vous disposez d'ouvrages ou d'articles de référence ou si vous connaissez des sites web de qualité traitant du thème abordé ici, merci de compléter l'article en donnant les références utiles à sa vérifiabilité et en les liant à la section « Notes et références ».
The Voice Kids Ahla Sawt est une émission de télévision arabe diffusé sur MBC1 et MBC3 depuis le 2 janvier 2016. C'est l'adaptation pour enfants de 6 à 15 ans de l'émission The Voice. Les trois premiers coachs sont Nancy Ajram, Tamer Hosni et Kadhem Saher (également coach dans la version adulte).
Lors de la saison 1, c'est la Libanaise Lynn El Hayek qui gagne la finale le 5 mars 2016.
Lors de la saison 2, c'est le Marocain Hamza Lebyed qui gagne la finale le 3 février 2018.
Lors de la saison 3, c'est le Syrien Mohamad Islam Rmeih qui gagne la finale le 7 mars 2020.
Une 4ème saison est annoncée et est diffusée en décembre 2020, cette saison suit le format de la version originale néerlandaise de The Voice et comporte 4 coachs.

## Participants

### Présentateurs
- Aimée Sayah (1)
- Nardine Faraj (2 - 3 Episode 8)
- Anabella Hilal (3 Episode 9 et Finale -)

### Présentateurs en Coulisses
- Moemen Nour (1)
- Badr Al Zeidan (2)
- Yasser Al Sakaf (3-)

### Coachs
- Kadhem Saher, chanteur irakien (1-2)
- Tamer Hosni, chanteur égyptien (1-2)
- Nancy Ajram, chanteuse libanaise (1-2-3)
- Assi Al Hillani, chanteur libanais (3)
- Mohamed Hamaki, chanteur égyptien (3)

## Palmarès
| Coachs          | Saison                       | Saison                       | Saison                       | Saison |
| Coachs          | 1                            | 2                            | 3                            | 4      |
| --------------- | ---------------------------- | ---------------------------- | ---------------------------- | ------ |
| Kadhem Saher    | Lynn El Hayek                | Hamza Lebyed                 | Ne participe pas à la saison | NC     |
| Tamer Hosni     | Amir Amouri                  | Achrakat Ahmad               | Ne participe pas à la saison | NC     |
| Nancy Ajram     | Zain Obaid                   | Loujay Al Masrahi            | Mohamad Islam Rmeih          | NC     |
| Assi Al Hillani | Ne participe pas à la saison | Ne participe pas à la saison | Mohamad Ibrahim              | NC     |
| Mohamed Hamaki  | Ne participe pas à la saison | Ne participe pas à la saison | Yasmine Osama                | NC     |
| Elissa          | Ne participe pas à la saison | Ne participe pas à la saison | Ne participe pas à la saison | NC     |

Légende
- vainqueur de la compétition
- deuxième de la compétition
- troisième de la compétition
- NC : Non connu à cette heure